# Системно значимый банк
Системно важный банк — термин в законодательстве многих стран мира, которым обозначают коммерческие банки, занимающие весомую долю на банковском рынке и потенциальное банкротство которых способно вызвать нарушение стабильности финансовой системы страны. Термин «системно важные банки» можно считать синонимом термина «крупнейшие банки».
Классификацию банков как системно важных проводят центральные банки на определенный период (как правило, на один год). На попадающие в данную категорию банки распространяются повышенные требования (достаточность капитала, формирование резервов под долговые обязательства и т.п.) что призвано уменьшить риски нарушения их финансовой стабильности. Классификация банка системно важным не гарантирует непризнание его банкротом, но повышает вероятность участия государства в его спасении.
Обслуживание в таких банках имеет свои преимущества и недостатки. Среди преимуществ несомненно более высокая стабильность и, как правило, более широкая сеть отделений и лучшее качество обслуживания. Недостатком может быть больше, чем в среднем на рынке, стоимость такого обслуживания (большая плата за открытие и обслуживание счетов, более низкие проценты по вкладам и т.п.).
С данным термином связано также англоязычное высказывание «Too big to fail», что можно перевести как «Слишком большой, чтобы упасть».
Кроме банков системно важными могут классифицировать и другие финансовые учреждения, такие как страховые компании, инвестиционные фонды и т.д.

## Системно значимые банки в мире
Список системно значимых банков в мировом масштабе с ноября 2011 года публикуется Советом по финансовой стабильности. Список обновляется на ежегодной основе.

## Системно значимые банки России
Деятельность системно значимых банков в Российской Федерации впервые была определена указанием Банка России № 3174-У «О методике определения системно значимых кредитных организаций» и подлежит регулированию Департаментом надзора Банка России за системно значимыми кредитными организациями. В настоящее время для определения системно значимых банков используется Указание Банка России от 13 апреля 2021 года N 5778-У «О методике определения системно значимых кредитных организаций».
Перечень системно значимых кредитных организаций формируется поэтапно. На первом обобщающем этапе ЦБ оценивает размер банка, его взаимосвязь с другими финансовыми организациями, объем вкладов, с 2021 года также оценивается международная активность ― объём средств, предоставленных нерезидентам и привлечённых от резидентов. В перечень включаются банки, результат которых превышает 1% от обобщающего результата всех банков. На втором этапе регулятор анализирует кредитные организации, входящие в состав банковских групп и холдингов.  На третьем этапе анализируется объем привлеченных банком средств населения, который должен составлять не менее 10 млрд руб. На следующем этапе ЦБ убеждается, что доля активов попавших в перечень банков составляет не менее 60% от активов всего банковского сектора.
Системно значимые кредитные организации обязаны соблюдать дополнительные требования к достаточности капитала в соответствии с «Базелем III». Так, Банк России установил надбавку к достаточности капитала за системную значимость с 1 января 2016 года в размере 0,15% от активов, взвешенных по риску, с ежегодным повышением ее до достижения величины в 1% (с 1 января 2020 года). Например, сейчас минимальный размер норматива достаточности капитала (Н1.0) банка составляет 8%. С учетом  минимальных требований к надбавке за поддержание достаточности капитала (2,5%) и минимальной надбавки за системную значимость (1%), значение норматива Н1.0 у системно значимых кредитных организаций должно составлять не менее 11,5%.
Норматив краткосрочной ликвидности (НКЛ) в качестве обязательного показателя, установленного для системно значимых банков в соответствии со статьей 57 федерального закона «О Центральном банке Российской Федерации (Банке России)», применяется с 1 января 2016 года. Минимально допустимое значение норматива с 1 января 2019 года составляет 100%. Также системно значимым кредитным организациям с 2018 года необходимо соблюдать норматив структурной ликвидности (норматив чистого стабильного фондирования), минимально допустимое значение которого тоже составляет 100%.
В 2022 году Банк России расширил перечень условий, при которых снижение НКЛ ниже 100% не рассматривается в качестве нарушения, а также решил не применять мер за нарушение норматива чистого стабильного фондирования, если он нарушен из-за неблагоприятной ситуации с фондированием или других объективных причин. Изначально эти меры вводились на 2022 год, в декабре 2022 года они были продлены до конца 2023 года. Также в декабре 2022 года были снижены до 0% надбавки поддержания достаточности капитала и надбавки за системную значимость, постепенное восстановление прежних значений планируется на период до 2028 года 
На 1 января 2023 года доля системно значимых кредитных организаций в совокупных активах банковского сектора России составила 78%